# Bactris gasipaes
Espèce
Synonymes
- Bactris ciliata (Ruiz & Pav.) Mart.[1]
- Bactris dahlgreniana Glassman[1]
- Bactris gasipaes var. gasipaes[1]
- Bactris insignis (Mart.) Baill.[1]
- Bactris speciosa (Mart.) H. Karst.[2]
- Bactris speciosa (Mart.) H.Karst.[1]
- Bactris utilis (Oerst.) Benth. & Hook.f. ex Hemsl.[1]
- Guilielma chontaduro H.Karst. & Triana[1]
- Guilielma gasipaes (Kunth) L. H. Bailey[2]
- Guilielma gasipaes (Kunth) L.H.Bailey[1]
- Guilielma insignis Mart.[1]
- Guilielma speciosa C. Martius[2]
- Guilielma speciosa Mart.[1]
- Guilielma utilis Oerst.[1]
- Martinezia ciliata Ruiz & Pav.[1]
- Palma paripou Aubl.[1]

Bactris gasipaes, appelé palmier pêche, péjibaie, pejibaye ou parépou en Guyane et pupunha ou babunha au Brésil, est une espèce de palmiers domestiques d'Amérique centrale et du Sud. Cette espèce est cultivée pour ses fruits et pour la production de cœurs de palmier.

## Description

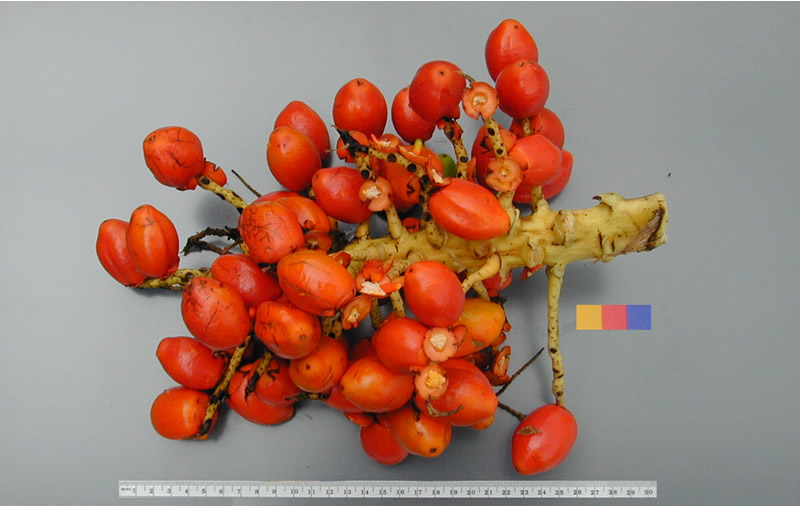
Parépous, ou fruits de Bactris gasipaes

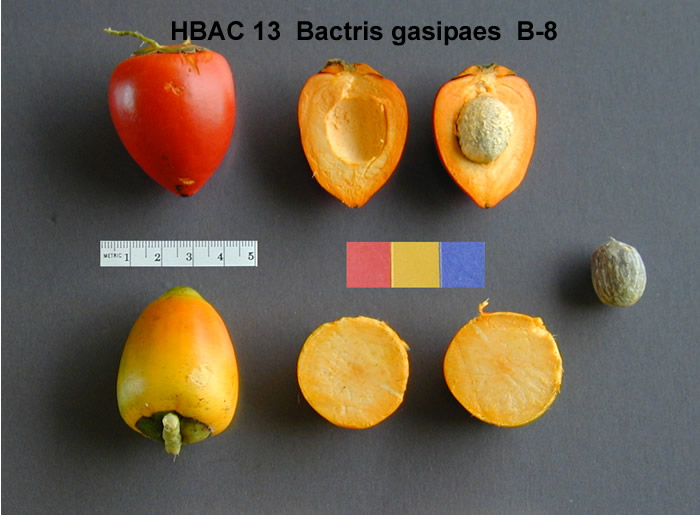
Parépous vus en coupe longitudinale et transversale

Ce palmier à port dressé atteint en général une vingtaine de mètres de haut, parfois jusqu'à 30 m de hauteur. Le « tronc » est en fait un stipe, portant de longues épines séparées par des anneaux nus correspondant à des cicatrices foliaires. Les feuilles, longues et de forme arquée, mesurent jusqu'à environ 3,50 m de longueur. Le pétiole porte des épines qui se prolongent sur la nervure médiane de la feuille. Cette dernière est pennée, et les folioles, longs et étroits, sont espacés les uns des autres de façon irrégulière.
L'inflorescence est une grappe pendante de fleurs jaunâtres apparaissant de la base des feuilles. L'involucre de la grappe est épineux. Le fruit, d’abord vert, se colore en mûrissant en jaune puis rouge-orangé. Long d’environ 6 cm, il est légèrement anguleux, présentant ainsi de 3 à 6 faces.

## Répartition et habitat
On le qualifie de palmier domestique car il n'existe pas dans la flore spontanée. Il ne pousse que s'il est « pris en charge » et cultivé par l'homme. On suppose qu'il résulte de l'hybridation de deux autres espèces de Bactris spontanés (hypothèse toujours valable en 2006).

## Nomenclature et taxonomie
Cette espèce a été scientifiquement décrite pour la première fois en 1816 par le botaniste allemand Karl Sigismund Kunth, dans la 4e édition de Nova Genera et Species Plantarum, coécrite avec Alexander von Humboldt et Aimé Bonpland.
En 1930, le botaniste américain Liberty Hyde Bailey propose de transférer ce palmier dans le genre Guilielma proposé par le botaniste allemand Carl Friedrich Philipp von Martius en 1824 (Guilielma gasipaes), mais ce genre est considéré comme synonyme de Bactris et non valide,.

## Liste des variétés
Selon Catalogue of Life (12 mai 2017) :
- variété Bactris gasipaes var. chichagui
- variété Bactris gasipaes var. gasipaes

Selon World Checklist of Selected Plant Families (WCSP) (12 mai 2017) :
- variété Bactris gasipaes var. chichagui (H.Karst.) A.J.Hend. (2000)
- variété Bactris gasipaes var. gasipaes

Selon The Plant List (12 mai 2017) :
- variété Bactris gasipaes var. chichagui (H.Karst.) A.J.Hend.

Selon Tropicos (12 mai 2017) (Attention liste brute contenant possiblement des synonymes) :
- variété Bactris gasipaes var. chichagui (H. Karst.) A.J. Hend.
- variété Bactris gasipaes var. gasipaes

## Utilisation
Très connu et apprécié des Amérindiens pour ses fruits, les parépous, riches en amidon et pouvant se consommer cuits ou broyés en farine, le palmier pêche est maintenant cultivé à large échelle en Amérique du Sud et centrale, pour l’alimentation humaine ou animale, pour être transformé en huile à usage cosmétique et, surtout, pour la production du cœur de palmier. Celui-ci peut soit être consommé frais, soit mis en conserve pour la consommation locale ou l'export. Même s’il peut être extrait d’autres espèces comme l’açai du Brésil (Euterpe oleracea), c’est le palmier pêche qui fournit (en 2006) la quasi-totalité des cœurs de palmier en conserve exportés vers les États-Unis ou l’Europe.
On prête également en Amérique latine, notamment en Colombie, une vertu aphrodisiaque à ce fruit (en espagnol : chontaduro), qui le fait rechercher, mais que rien ne semble étayer scientifiquement.
Certains auteurs notent que l’arbre produit des adventices et qu’il peut aussi croître sans le concours des humains, ce qui aurait contribué aux XVIIe et XVIIIe siècles à assurer la survie de populations amazoniennes contraintes d’abandonner leurs villages où se pratiquait l’agriculture, pour échapper aux razzias des marchands d’esclaves et aux épidémies qu’ils propageaient. En s’éloignant des côtes et des voies de communication le long des grands fleuves, ces populations auraient ainsi peu à peu “régressé” au stade de la cueillette, en subsistant « dans une “jungle” qui se composait essentiellement des vergers plantés par leurs ancêtres », alors que les chercheurs la définissent généralement comme une forêt primaire. Avec le strict distinguo européen entre “sauvage” et “cultivé”, cette hypothèse invite à réviser plusieurs récits ethnographiques sur le caractère “primitif” de certains indigènes d’Amazonie, notamment les Yanomamis et les Nambikwara chers à Lévi-Strauss.
Le développement de sa culture sur d'autres continents est en marche également (2006). Sur le territoire français, le développement le plus prometteur a lieu à La Réunion, pour la consommation de cœurs frais.
Les parépous sont toujours consommés cuits ou grillés en Guyane et au Costa Rica, et on en tire aussi une bière traditionnelle, le masato. Ils peuvent aussi être utilisés pour produire une farine.
Les populations amérindiennes utilisent les longues épines du stipe pour fabriquer des fléchettes de sarbacane. Les fibres du pétiole des feuilles peuvent être tressées en cordage. Le bois des stipes peut être transformé en parquet et en meubles, tandis que certaines variétés sans épines sont également commercialisées comme plantes ornementales.